# SAC-D

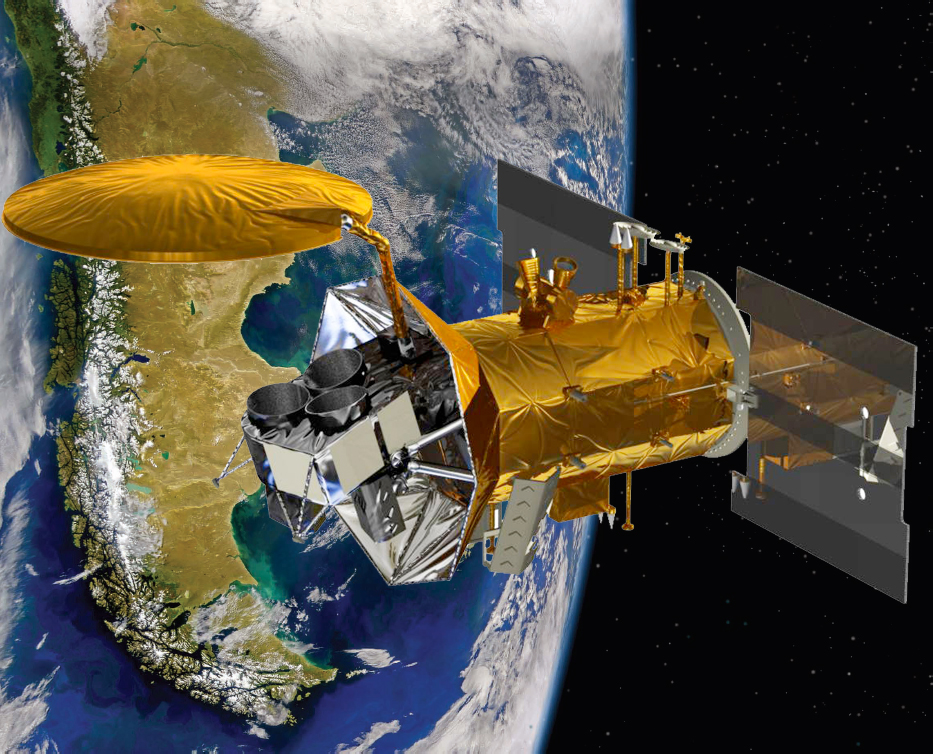
Impressão artística do satélite SAC-D em órbita.

SAC-D (em castelhano:  Satelite de Aplicaciones Cientificas-D, ou Satélite para Aplicações Científicas-D), também conhecido como Aquarius, o nome do seu principal instrumento, é um satélite voltado para o estudo da Terra de origem Argentina construído pela INVAP e lançado em 10 de Junho de 2011. Ele carrega sete instrumentos para estudar o ambiente biofísico, além de ser um experimento de demonstração de tecnologias.
O seu principal instrumento, o Aquarius, foi construído e é operado pela NASA. O SAC-D, é operado pela CONAE, a agência espacial Argentina. A expectativa de vida do satélite é de cinco anos, já para o instrumento Aquarius, a expectativa era de apenas três anos.

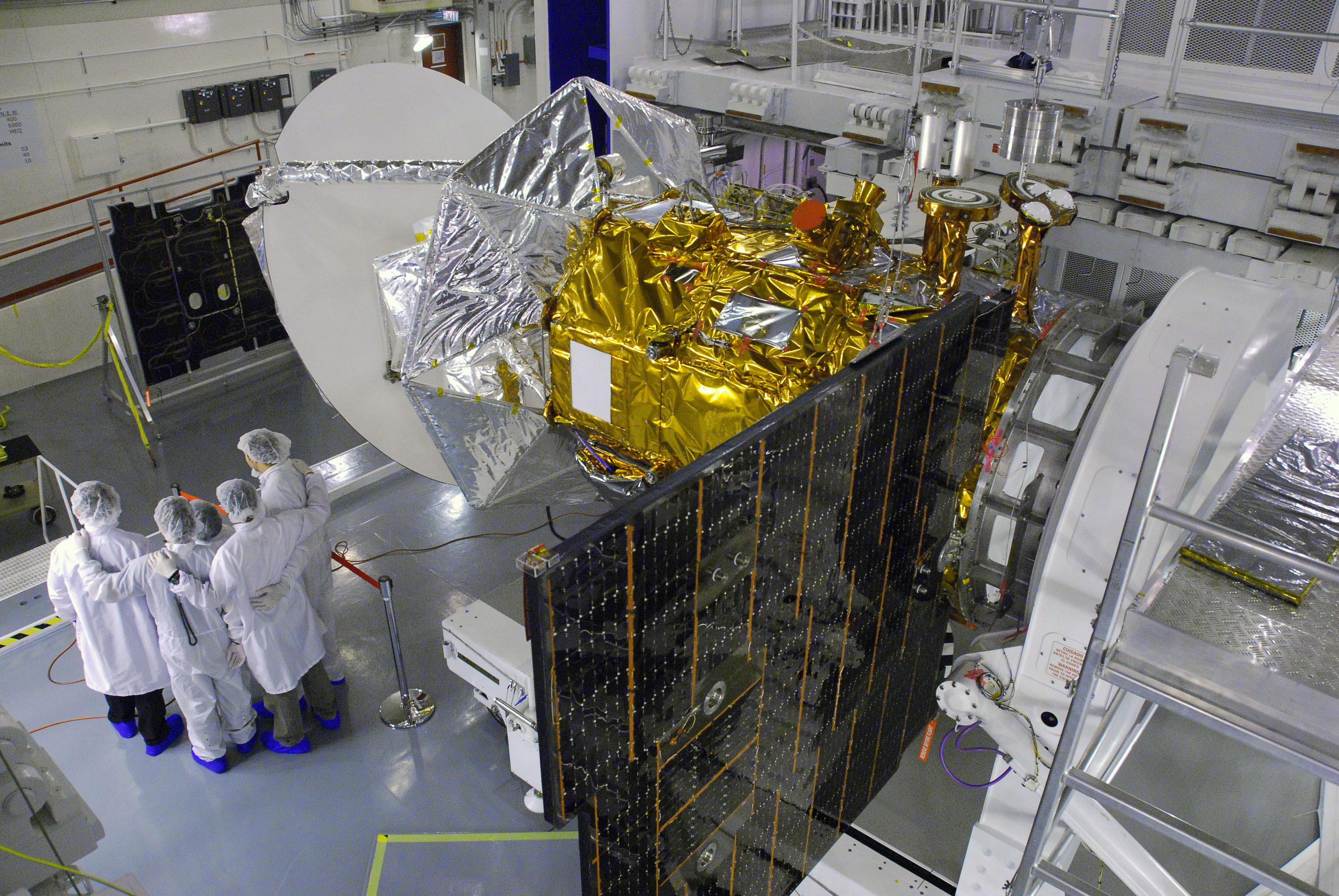